# Carne de animal silvestre

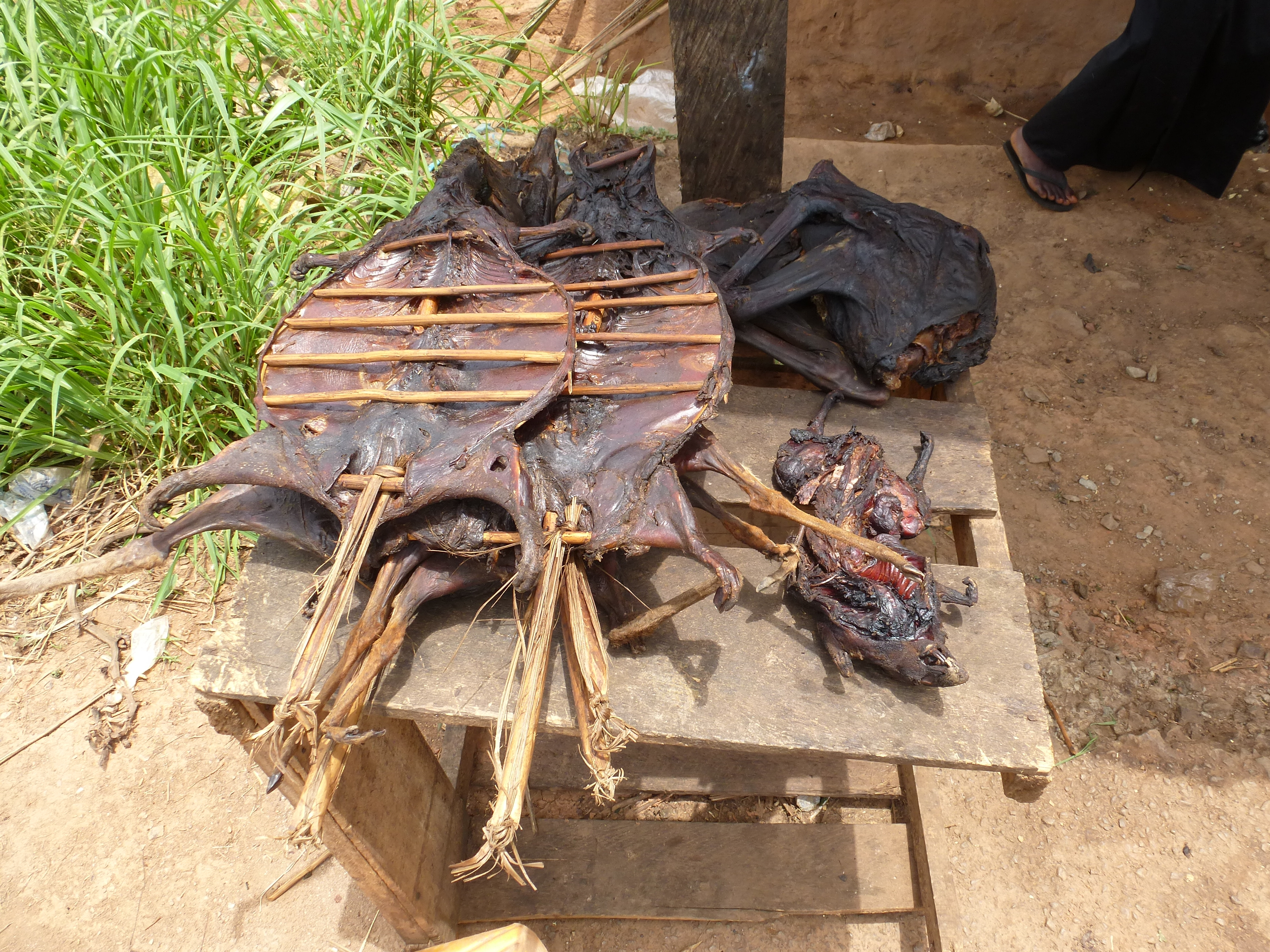
Conjunto de grelhados de carne de animais silvestres em Gana.

Carne de animal silvestre ou carne de caça é a carne de espécies animais que vivem naturalmente livres na natureza, que são caçadas para consumo humano. A carne de caça é um importante recurso alimentar para os pobres, principalmente nas áreas rurais.
O número de animais mortos e comercializados como carne de caça na década de 1990 na África Ocidental e Central era considerado insustentável. Em 2005, a coleta comercial e o comércio de carne de caça foram considerados uma ameaça para a biodiversidade. Em 2016, 301 mamíferos terrestres estavam ameaçados de extinção devido à coleta de carne de caça, incluindo primatas, ungulados, morcegos, marsupiais, roedores e carnívoros que ocorre em países em desenvolvimento.
A carne de caça fornece uma oportunidade maior para a transmissão de vários vírus zoonóticos de hospedeiros animais para humanos, como o vírus Ebola, HIV e várias espécies de coronavírus, incluindo o SARS-CoV-2.